# Cousinia pichleriana
Cousinia pichleriana là một loài thực vật có hoa trong họ Cúc. Loài này được Bornm. ex Rech.f. mô tả khoa học đầu tiên năm 1979.